# Карлівка (Богодухівський район)
Ка́рлівка (до 2024 року — Першотравне́ве) — село у Богодухівській міській громаді Богодухівського району Харківської області України. Поштове відділення: Гутянське

## Географія
Село Карлівка знаходиться за 4 км від річки Мерчик, за 3 км від села Хрущова Микитівка, за 2 км від села Миролюбівка.

## Історія
Село засноване в 1764 році. До 1920 року село називалося Карлівка.
12 червня 2020 року, відповідно до розпорядження Кабінету Міністрів України № 725-р «Про визначення адміністративних центрів та затвердження територій територіальних громад Харківської області», село увійшло до Богодухівської міської громади.
19 липня 2020 року, в результаті адміністративно-територіальної реформи та ліквідації Богодухівського району (1923—2020), село увійшло до складу новоутвореного Богодухівського району Харківської області.
19 вересня 2024 року Верховна Рада підтримала перейменування села Першотравневе на Карлівка. 26 вересня 2024 року перейменування набуло чинності.